# Брода, Энгельберт
Энгельберт Брода (нем. Engelbert Broda, 1910—1983) — австрийский физик и химик, советский агент.

## Биография
Энгельберт Брода родился в семье венского адвоката. Его брат Кристиан позже стал министром юстиции в Австрии. Большое влияние на юного Брода оказал его дядя Георг Вильгельм Пабст, знаменитый кинорежиссер, и Эгон Шёнхоф, вернувшийся в Австрию коммунистом после нахождения в лагере военнопленных в СССР. Во время учебы в Венском университете Брода принимал участие в коммунистическом сопротивлении против национал-социалистов. Из-за участия в политических акция, студент был задержан несколько раз.
В 1938 году Брода эмигрировал в Великобританию.

## Научная деятельность
В 1934 году Энгельберт Брода получил научное звание Ph.D. в области химии. С 1940 года учёный занимался медицинскими исследованиями в Университетском колледже Лондона.
С 1941 года Брода занялся изучением радиоактивности и деления ядра в Кавендишской лаборатории. В этот период он начал живо интересоваться работами Больцмана.
В 1947 году Брода вернулся в родной университет, где проработал с 1955 по 1980 год профессором физической химии. В 1975 году была опубликована его основная работа об «Эволюции биоэнергетичесских процессов».

## Политическая жизнь
В 2009 году вышла в свет книга «Spies, the Rise and Fall of the KGB in America» бывшего российского журналиста Александра Васильева. Автор получил доступ к ранее неопубликованным документам. В этой книге Брода был обвинён в шпионаже против Великобритании и США в пользу Советского Союза. В документах КГБ от 1943 года Брода (под именем Eric) значится главным поставщиком информации о разработке атомной бомбы в Великобритании и США. Британская Служба безопасности MI5 выразила предположение, что Брода был шпионом, но также что у MI5 не было улик против учёного.